# پریش (صربستان)
پریش (به صربی: Periš) یک منطقهٔ مسکونی در صربستان است که در سورییگ واقع شده‌است. پریش ۲۲۰ نفر جمعیت دارد.